# 변길섭
변길섭(邊吉燮, 1984년 1월 10일~ )은 대한민국의 전직 스타크래프트 프로게이머이자, 전직 게임단 코치이다. 2008년 1월 KT 롤스터 (구 KTF 매직엔스)의 현역선수에서 은퇴하고, 플레잉 코치를 맡은 바 있다. 불꽃테란이라는 별명을 갖고 있다.

## 약력

### 스타크래프트
스타크래프트 E스포츠의 초창기에 속하는 2001년 상반기부터 활동하였으며, 2002년 1월 한빛 스타즈 (현 웅진 스타즈)에 입단하였다.
2002년 네이트 스타리그에서 우승하며 스타리그 왕좌를 거머쥐었다.
줄곧 한빛 스타즈 소속으로 활약하다가, 2003년 12월 같은 한빛 소속의 박정석과 함께 KTF 매직엔스 (현 KT 롤스터)로 이적하게 된다.
이후 KT 롤스터 (구 KTF 매직엔스)의 선수로 활약하며, 크게 주목할 만한 성적은 내지 못하고 2008년 1월 현역 게이머로서의 은퇴 및 코치 전향을 위한 수업을 받았고, 플레잉코치로 보직이 변경되었으며, 보직이 변경된 이듬해에는 팀에서 나왔다. 2010년에는 스타크래프트 II 게이머로 활동한 적이 있다.

#### 게임 스타일
그가 저그전에서 보여주는 바이오닉 플레이가 호평을 받아 그 모습이 마치 불꽃과 같다 하여 불꽃테란이라는 별명을 얻게 되었다. 마린과 메딕, 파이어뱃만을 이용한 성큰콜로니 돌파는 그의 트레이드마크가 되었다.
이외, 키보드의 Tab키로 미니맵의 지형을 모두 흑색으로 바꾸어 유닛과 건물 색만을 감지하도록 하여 플레이하는 것으로 잘 알려져 있다. 염보성도 비슷한 플레이를 하고 있다.

## 주요 기록

### 스타크래프트
메이저 개인리그 우승 1회
- 2001년 코카콜라배 온게임넷 스타리그 8강
- 2002년 2002 KPGA 1차리그 8강
- 2002년 네이트배 온게임넷 스타리그 우승 (3:1 강도경)
- 2002년 리복배 2002 KPGA 2차리그 16강
- 2002년 SKY배 온게임넷 스타리그 2002 8강
- 2002년 펩시트위스트배 2002 KPGA 3차리그 16강
- 2002년 배스킨라빈스배 2002 KPGA 4차리그 16강
- 2003년 파나소닉배 온게임넷 스타리그 16강
- 2003년 스타우트 MSL 16강
- 2003년 핫브레이크배 온게임넷 마스터즈 3위
- 2003년 KBC 파워게임쇼 우승
- 2004년 제 1회 KT Megapass Nespot 프리미어 리그 준우승
- 2004년 EVER 스타리그 2004 8강
- 2005년 당신은 골프왕 MSL 16강
- 2005년 아이옵스 스타리그 16강
- 2006년 신한은행 스타리그 2006 시즌1 24강

### 스타크래프트 II
- 2010년 TG삼보-인텔STARCRAFT II OPEN Season 2 64강

## 기타
- 2002년 6월에 네이트배 온게임넷 스타리그를 우승하는 영예를 안았지만, 같은 시기 2002 FIFA 월드컵으로 인해 역대 스타리그 우승자 중 유일하게 관심을 전혀 받지 못했다. 현재까지도 전혀 관심받지 못한 스타리그 우승자로 회자된다.
- '불꽃테란'은 그의 별명뿐 아니라, 테란 대(對)저그전에서 초반 바이오닉 플레이를 이용한 돌파의 용어로 정착되었다.
- 게임 중 내내 그의 표정은 무표정이었던 탓에, “ㅡ_ㅡ”라는 이모티콘이 그를 나타내는 데 자주 사용되었다. 서지훈, 한웅렬과 함께 3대 무표정, 또는 3대 포커페이스 선수로 알려져 있었다.
- 2005년 1월, 비공개로 수염을 기른 적이 있었다. 이때 그가 찍힌 사진에 연예인 에릭의 이름을 따 '길릭'이라는 별명이 붙은 적이 있었다. 이 모습으로 방송에 나온 적은 없다.
- DC 인사이드에서의 그의 애칭은 '길자'인데, 변길섭선수를 여성화시킨 합성사진에서 유래가 되었다. (김성제의 성제양, 서지훈의 미스서와 같은 맥락.)
- 은퇴 직전 시기에 치른 몇 경기는 지금까지 '최악의 졸전'에 회자되는 불명예를 안고 있다. (MSL 서바이버 토너먼트 vs 최가람, 스타챌린지 2007 vs 손찬웅)